# Dème de Farkadóna
Le dème de Farkadóna (grec moderne : Δήμος Φαρκαδόνας) est un dème situé dans la périphérie de Thessalie en Grèce. Le dème actuel est issu de la fusion en 2011 entre les dèmes de Farkadóna, d'Ichalía et de Pelinnéi.
La localité tire son nom de l'ancienne cité antique de Pharcadon (en).